# 安藤組グループ
安藤組グループ（あんどうぐみ）は、山形県庄内町に本社を置く総合建設会社である。

## 概説
山形県東田川郡庄内町に本社を置く総合建設会社。1946年（昭和21年）に現社長の安藤政則（あんどうまさのり）の父親である創業者・安藤政治（あんどうまさじ）が動力化された農業機械の販売を開始。1959年（昭和34年）には砂利採取販売を目的とした安藤砂利店を開店し、国鉄の複線化工事を機に砂利採取販売を手掛るとともに安藤自動車整備工場を設立。1959年（昭和34年）に株式会社安藤組と改組した。その後生コン、自動車整備業、建設業、産業廃棄物処理業、運輸業へと業態を広げ、安藤政治死去後の現在は風力発電や太陽光パネル販売、アグリ事業も展開している。企業モットーは「自然は・・・いのち」。

## 沿革
- 1946年（昭和21年）　創業者・安藤政治により農業機械販売を開始（創業）。
- 1959年（昭和34年）　砂利採取販売を目的とした安藤砂利店を開店。安藤自動車整備工場を設立。
- 1962年（昭和37年）　建設業を併営。
- 1968年（昭和43年）　生コン製造販売を開始。
- 1971年（昭和46年）　遊佐町に生コン第2工場を開設。
- 1972年（昭和47年）　砕石部門に進出。山形県朝日村（現在の鶴岡市）に砕石工場開設。
- 1973年（昭和48年）　安藤自動車整備工場を法人化し、安藤整備工業株式会社とする。
- 1977年（昭和52年）　庄内生コン協同組合に加入。
- 1984年（昭和59年）　建築部門に進出。一級建築士事務所を開設。
- 1985年（昭和60年）　特定建設業許可取得（山形県知事許可 第700108号）。遊佐町の宝砕石工業株式会社を事業継承。
- 1986年（昭和61年）　建設部門に進出。余目町営業所を開設。
- 1990年（平成2年）　 不動産部門に進出。宅地建物取引業を開設。
- 1992年（平成4年）　 有限会社安藤運輸を設立。
- 1995年（平成7年）　 産業廃棄物処理業に進出。産業廃棄物中間処理業および産業廃棄物収集運搬業の許可を認定。
- 1996年（平成8年）　 創業者・安藤政治急逝。安藤政則が2代目代表取締役社長に就任。
- 2000年（平成12年）　ISO9001、ISO9002認証取得（建築物設計・施工、生コンと骨材の製造・土木構造物の施工）。
- 2002年（平成14年）　本社生コン工場を「アドコン」、遊佐町生コン工場を「アドコンゆざ」へ改称。
- 2005年（平成17年）　宝彩石株式会社を株式会社安藤組へ合併。鶴岡市の生コン工場「アドコンつるおか」を稼動。
- 2006年（平成18年）　鶴岡市の菅睦（すがむつ）建設株式会社と株式会社安藤組の建設部門が合併し新会社菅睦建設株式会社を設立。特定建設業廃業（山形県知事許可 第700108号）アドコンつるおかが日本工業規格表示工場になる。
- 2010年（平成22年）　特定建設業許可取得（山形県知事許可（特-18）第701692号）。ソーラー事業部設立。アグリ事業部設立。
- 2014年（平成26年）　東北電力に対する発送電を目的とした第1基目の風力発電所が秋田県三種町に竣工[1][2]。